# تپه دوچغای ۳
تپه دوچغای ۳ (هـ. ۷۹) مربوط به دوران پیش از تاریخ ایران باستان است و در شهرستان هرسین، شرق حصار کارخانه کاغذ غرب واقع شده و این اثر در تاریخ ۲۴ فروردین ۱۳۸۲ با شمارهٔ ثبت ۸۱۳۷ به‌عنوان یکی از آثار ملی ایران به ثبت رسیده است.